# Carla Zandegiacomo
Carla Zandegiacomo (Auronzo di Cadore, ...) è un'ex giocatrice di curling italiana, del Curling Club Auronzo.

## Carriera Sportiva

### Nazionale
Il suo esordio con la maglia azzurra è con la nazionale italiana junior femminile di curling nel campionato mondiale junior del 1989 disputato a Markham, in Canada, in quell'occasione l'Italia si piazzò al decimo posto. Il 22 marzo 1989 nella partita contro la squadra statunitense terminata 16 a 0 per le americane partecipa alla peggior sconfitta della nazionale italiana junior femminile di curling di sempre.
Carla partecipò a tre mondiali junior con la nazionale junior totalizzando 27 partite.
Nel 1992 entra nella formazione della nazionale femminile disputando un europeo.
Il miglior risultato ottenuto dall'atleta è il 9º posto ai campionati mondiali junior ottenuto sia nell'edizione del 1990 a Portage la Prairie in Canada, sia nel 1991 disputata a Glasgow, in Scozia.
CAMPIONATI
Nazionale junior
- Mondiali junior
  - 1989 Markham ( Canada) 10°
  - 1990 Portage la Prairie ( Canada) 9°
  - 1991 Glasgow ( Scozia) 9°

Nazionale assoluta
- Europei
  - 1992 Perth ( Scozia) 9°

### Campionati italiani
Carla ha partecipato ai campionati italiani di curling con il Curling Club Auronzo e divenendo 4 volte campionessa d'Italia.
- Italiani assoluti:
  - 1992 
  - 1993 
  - 1994 
  - 1995

## Altro
Carla è sorella dei giocatori di curling Davide Zandegiacomo, Gianpaolo Zandegiacomo e Daniela Zandegiacomo.